# جو ماكجوكين
جوزيف دبليو ماكجوكين (بالإنجليزية: Joe McGuckin)‏ (13 مارس 1862 - 31 ديسمبر 1903) كان لاعبًا في دوري البيسبول مع بالتيمور أوريولز في 11 مباراة في عام 1890. لعب حتى عام 1901.